# Erich Kunkel

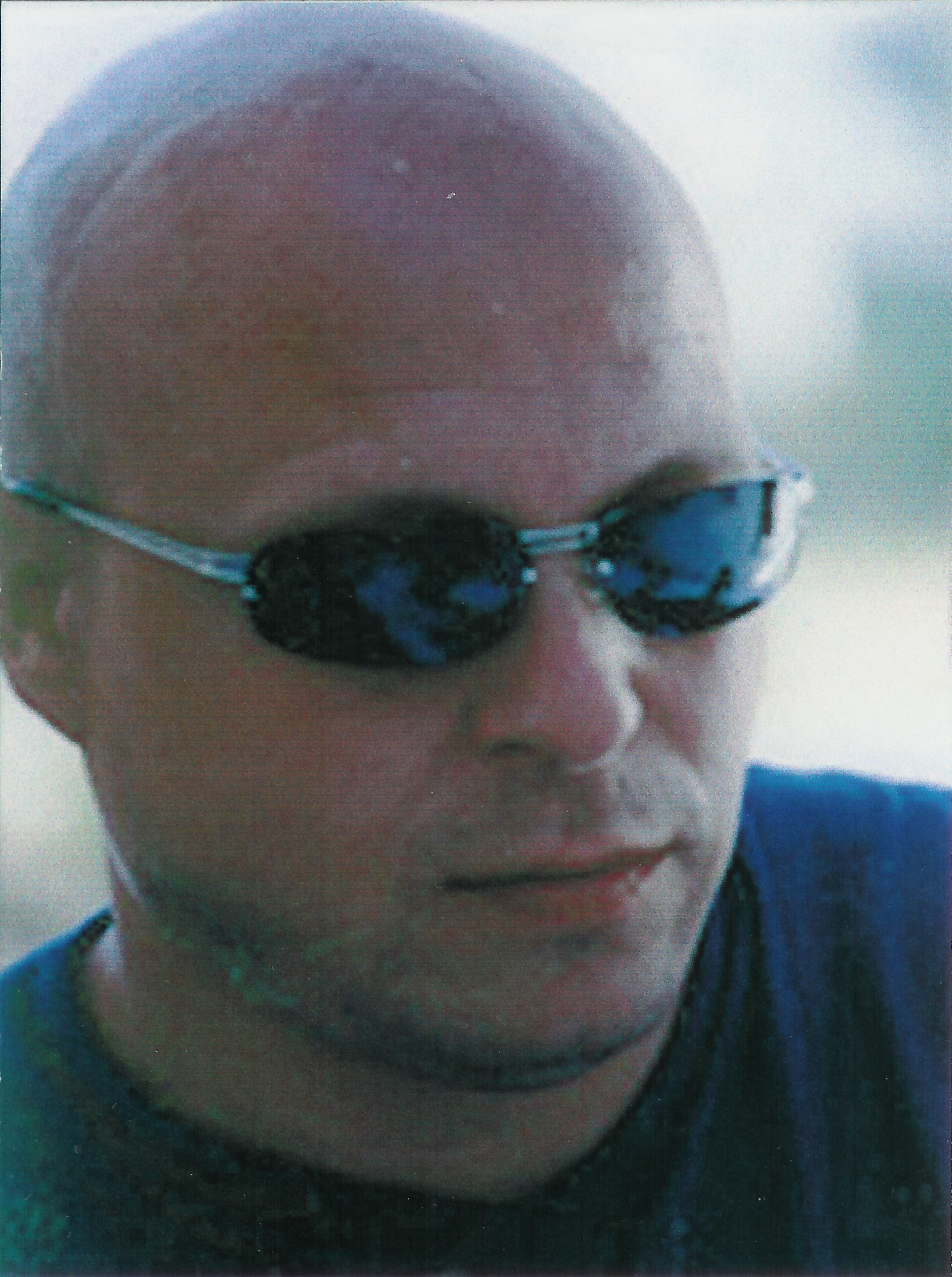
Erich Kunkel (2004)

Erich Kunkel, Pseudonym Hilarius Fanton (* 23. Februar 1962 in Gemünden am Main) ist ein deutscher Autor und Lehrer für Latein, Griechisch, Philosophie und Ethik.

## Leben
Nach Besuch des humanistischen Zweiges des Frobenius-Gymnasiums in Hammelburg studierte er zunächst in Würzburg, später in Tübingen und Oxford die Fächer Klassische Philologie, Geschichte und Philosophie. Er erhielt ein Hochbegabtenstipendium. Nachdem er 1983 als Ausgleich begonnen hatte, der Sportart Triathlon nachzugehen, begründete er 1995 den Würzburger Gedächtnislauf in Erinnerung an die Flucht der Würzburger nach einem Bombenangriff am 16. März 1945. Die Strecke verläuft von Würzburg in das vierzig Kilometer entfernte Gemünden, wohin auch 1945 einige Menschen flohen.
2005 begann er sein Referendariat zum Gymnasiallehrer. Von 2007 bis 2023 unterrichtete er Griechisch, Latein, Ethik und später auch Philosophie am Johann-Michael-Sailer-Gymnasium in Dillingen an der Donau, bis er mit dem Beginn des Schuljahres 2013/14 an das Ernst-Mach-Gymnasium in Haar bei München wechselte.

## Tätigkeit als Autor
Nachdem er bereits zu familiären Anlässen Texte geschrieben hatte, begann Kunkel Mitte der 1980er Jahre während seines Studiums in Oxford mit dem Verfassen englischer Essays. Er schreibt unter verschiedenen Pseudonymen, vor allem Hilarius Fanton, das sich aus dem griechischen Wort hilaros (fröhlich) und einer Mischung aus Phantom und Anton zusammensetzt. Der Themenbereich der Werke ist weit gefächert und beinhaltet unter anderem die Immobilien-, Banken und Finanzkrise, die Gefahren des Sozialismus, Totalitarismus heute sowie Betrachtungen zu Terror, Krieg und Frieden rund um die Aussage „Wer Waffen sät, wird Krieg ernten.“ Seine Bücher erscheinen in verschiedenen Verlagen, u. a. Narthex-Buch in Bamberg.

### Werke
Kunkels bedeutendstes Werk ist die aus 110 Texten bestehende Sie-Er-Serie (drei Romane: Feuerwehr, Fußball und Die Hitler Gottes). Alles zusammengenommen, verfasste er fünf Romane, etwa 20 Dramen und über 50 Erzählungen sowie Bühnenstücke.